# Paul Mattick (remero)
Paul Anthony Mattick (Bath, 25 de abril de 1978) es un deportista británico que compitió en remo.
Ganó tres medallas en el Campeonato Mundial de Remo entre los años 2007 y 2011. Participó en los Juegos Olímpicos de Pekín 2008, ocupando el quinto lugar en la prueba de cuatro sin timonel ligero.

## Palmarés internacional
| Campeonato Mundial | Campeonato Mundial        | Campeonato Mundial | Campeonato Mundial        |
| Año                | Lugar                     | Medalla            | Prueba                    |
| ------------------ | ------------------------- | ------------------ | ------------------------- |
| 2007               | Múnich (Alemania)         | Medalla de oro     | Cuatro sin timonel ligero |
| 2010               | Cambridge (Nueva Zelanda) | Medalla de oro     | Cuatro sin timonel ligero |
| 2011               | Bled (Eslovenia)          | Medalla de bronce  | Cuatro sin timonel ligero |